# Ireneusz Sekuła

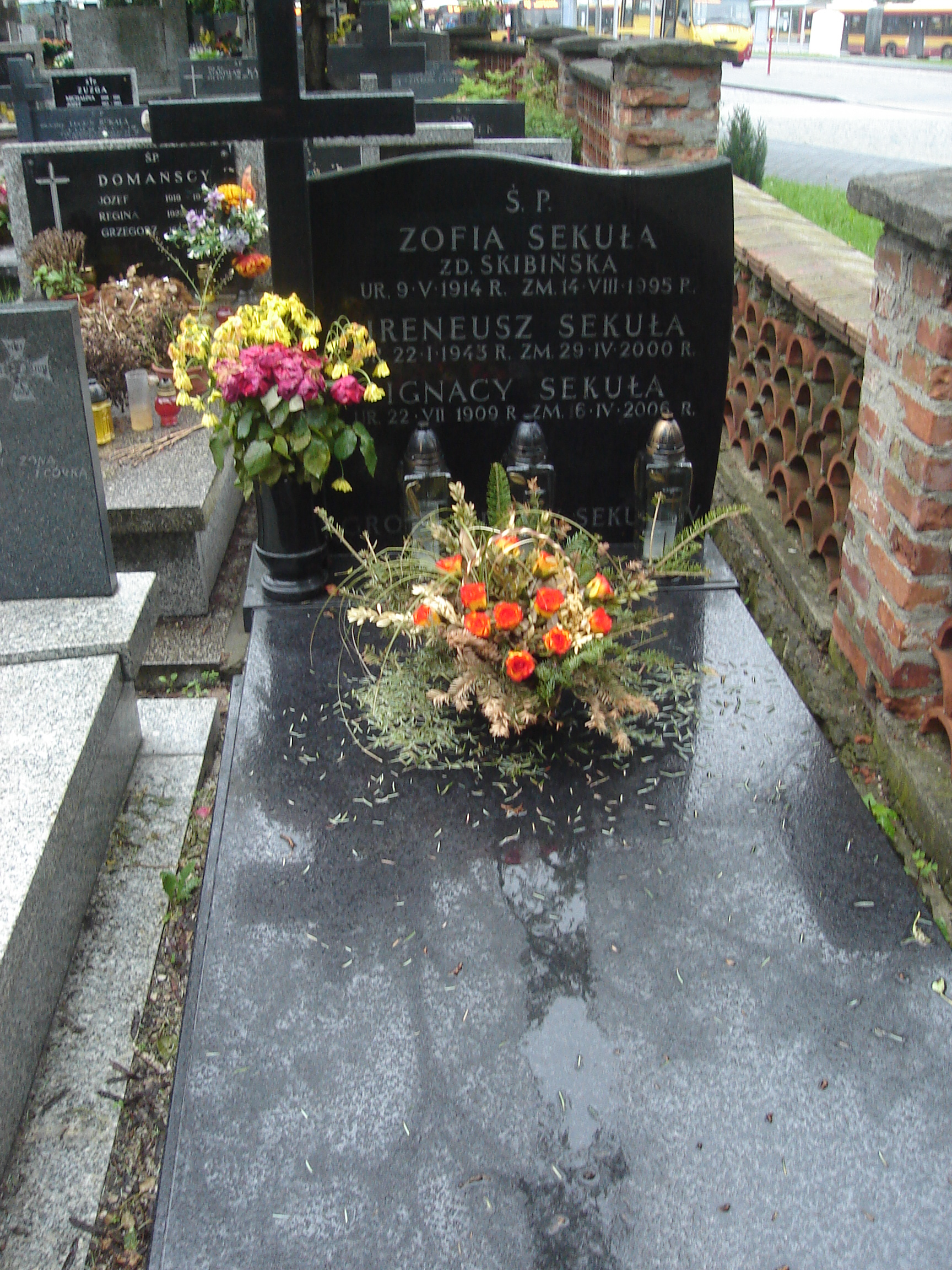
Grób Ireneusza Sekuły

Ireneusz Ludwik Sekuła (ur. 22 stycznia 1943 w Sosnowcu, zm. 29 kwietnia 2000 w Warszawie) – polski polityk, działacz partyjny, w 1988 minister pracy i polityki socjalnej, w latach 1988–1989 wicepremier w rządzie Mieczysława Rakowskiego, poseł na Sejm X, I i II kadencji, prezes Głównego Urzędu Ceł (1993–1995).

## Życiorys
Syn Ignacego i Zofii. Ukończył w 1965 studia w kierunku psychologia na Uniwersytecie Warszawskim, uzyskał następnie stopień doktora nauk politycznych. W 1964 rozpoczął pracę w Głównej Kwaterze Związku Harcerstwa Polskiego jako instruktor wydziału, a następnie jego kierownik. Kierował harcerską akcją odbudowy Fromborka pod nazwą operacja 1001-Frombork. W latach 1966–1972 pracował jako starszy inspektor w Ministerstwie Przemysłu Maszynowego, po czym do 1974 pracował w Ministerstwie Pracy, Płac i Spraw Socjalnych jako pełnomocnik ministra ds. zatrudnienia absolwentów szkół wyższych. Od 1977 zajmował stanowisko dyrektora Departamentu Dokształcania Kadr, a od 1981 dyrektora Departamentu Zatrudnienia w tym resorcie.
Od 1966 należał do Polskiej Zjednoczonej Partii Robotniczej, w okresie 1974–1977 był inspektorem w Wydziale Nauki i Oświaty Komitetu Centralnego PZPR. Od grudnia 1983 do lutego 1988 zajmował stanowisko prezesa Zakładu Ubezpieczeń Społecznych, 11 lutego 1988 został ministrem pracy i polityki socjalnej w rządzie Zbigniewa Messnera, 14 października 1988 objął urząd wiceprezesa Rady Ministrów i przewodniczącego Komitetu Ekonomicznego RM w rządzie Mieczysława Rakowskiego. Uczestniczył w obradach Okrągłego Stołu w zespole do spraw gospodarki i polityki społecznej.
W 1969 został pozyskany do współpracy z Agenturalnym Wywiadem Operacyjnym. Zgodził się na współpracę, wybierając sobie pseudonim „Artur”. Po werbunku został skierowany na przeszkolenie wywiadowcze. Uczestniczył w praktycznym szkoleniu kompleksowym „Zarys 73”, obejmującym działanie AWO w terenie zurbanizowanym. W czasie ćwiczenia pełnił funkcję radiotelegrafisty. Przez kolejne lata wykonywał zadania pomocnicze. Podczas wyjazdów zagranicznych zbierał informacje dotyczące danego kraju, w tym procedur kontroli paszportowych. Ostatecznie przekwalifikowano go na tzw. telefon konspiracyjny (pośredniczył lub potencjalnie miał pośredniczyć w kontaktach między oficerem AWO a jego wybranym agentem). Współpracę z nim zakończono w 1989.
W latach 1989–1997 sprawował mandat posła na Sejm X, I i II kadencji z ramienia PZPR i Sojuszu Lewicy Demokratycznej, należał do Socjaldemokracji Rzeczypospolitej Polskiej.
Od grudnia 1993 do marca 1995 pełnił funkcję prezesa Głównego Urzędu Ceł. W tym czasie prokurator prowadził śledztwo związane z jego interesami w „Polnipponie”. Pierwsza próba uchylenia immunitetu w czerwcu 1995 na wniosek prokuratora generalnego Włodzimierza Cimoszewicza nie powiodła się, przeciwko temu głosowali posłowie z SLD i Polskiego Stronnictwa Ludowego. Ostatecznie jego immunitet uchylono w listopadzie 1996, a sam zainteresowany poparł wniosek. W lutym 1998 wrocławska prokuratura oskarżyła go o popełnienie czterech przestępstw, m.in. o działanie na szkodę Głównego Urzędu Ceł i spółki „Polnippon”, której był prezesem. W wyborach parlamentarnych w 1997 Sojusz Lewicy Demokratycznej nie wystawił go na swoich listach. W nocy z 22 na 23 marca 2000 znaleziono go nieprzytomnego w jego biurze przy ul. Brackiej w Warszawie. W ciężkim stanie został przewieziony do szpitala Ministerstwa Obrony Narodowej, gdzie zmarł 29 kwietnia. Został pochowany na cmentarzu w Wilanowie.
Według ustaleń poczynionych w wyniku śledztwa było to samobójstwo, Ireneusz Sekuła strzelił sobie trzy razy w brzuch, raz nie trafiając. Ze względu na okoliczności śmierci wysuwano jednak różne hipotezy alternatywne. W zeznaniach członków gangu pruszkowskiego rzekome zabójstwo Ireneusza Sekuły miało związek z długami.

## Odznaczenia
- Krzyż Kawalerski Orderu Odrodzenia Polski (1984)
- Złoty Krzyż Zasługi (1979)[5]